# Пронин, Игорь Евгеньевич
Игорь Евгеньевич Пронин (1968, Москва—2015) — российский писатель-фантаст и журналист.

## Биография
Родился в Москве. Служил в Советской армии. Закончил Всероссийский заочный финансово-экономический институт, где учился на экономиста. После окончания института работал в банковской системе Москвы. Профессионально занимался литературной и журналистской деятельностью с начала 2000-х. Умер в 2015.

## Творчество
Дебютировал Пронин повестью «Мао» (2002), который привлек внимание как критиков, так и читателей. Писатель вошел в число лидеров интеллектуальной научной фантастики «новой волны». Пронин опубликовал несколько крупных рассказов и повестей в периодике, в антологиях и сборниках.